# 朱克
朱克（1919年—2012年3月19日），曾用筆名淡村，广东台山人，后来移居到香港，是香港著名编剧、导演和小说家。

## 生平
日本侵华期间，朱克领导艺术家们演出抗日作品，支援抗日救亡运动。二战结束后，朱克移居到英属香港，1948年進入電影圈，最初曾任演員、副導演，1950年首次執導電影。
1950年代初，因港英政府對左派電影人的驅逐，左派影圈缺乏人才，朱克被长城电影公司羅致，擔任編劇。同時亦有為屬於右派的邵氏撰寫劇本。據其自述，1958年初一名前東江縱隊大隊長加入長城的管理層，以其為邵氏撰寫劇本、曾任職於國民黨、不是共產黨黨員為由，將其開除。朱克去信新華社社長王匡請求平反未果，又拒絕了右派電影公司國泰以寫悔過書作為聘用條件，後來獲《大公報》的陳凡幫忙，開始在左派報章《文匯報》、《大公報》、《新晚報》，以筆名淡村撰寫專欄。:181-182
1970年代，朱克的舞台剧《七十二家房客》曾创造了该剧在大中华地区的票房神话。
1978年，朱克获新加坡电视台礼聘往新加坡为艺员训练学院院长。
1990年代，朱克和卢敦、查良景、姜中平等人组成了“香港影视剧团”。
2012年3月19日，朱克在香港东华三院冯尧敬医院病逝，享年92岁。

## 作品

### 电影作品
- 《寸草心》
- 《金丝雀》
- 《我是一个女人》
- 《视察专员》
- 《玫瑰岩》
- 《望夫山下》
- 《深闺梦里人》
- 《红颜刧》
- 《玫瑰岩》
- 《望夫山下》

### 电视作品
- 《七十三》
- 《家家有本难念的经》
- 《波叔》
- 《功夫热》
- 《三年零八个月》

### 舞台剧作品
- 《七十二家房客》
- 《一女四男》
- 《油漆未干》
- 《雷雨》
- 《上海屋檐下》
- 《日出》
- 《娜拉》
- 《饭厅》
- 《西关风情》
- 《粤北烽烟》
- 《边陲鸡鸣》
- 《香港在饮泣中成长》

### 小说
- 《恩卢内外》
- 《悬崖上的爱情》
- 《真实的爱故事》
- 《荧光幕下》

## 編導（無綫電視）
- 1975年：功夫熱
- 1976年：三年零八個月、唔駛問亞貴
- 1977年：霸王谷

## 奖项
2008年，朱克荣获香港戏剧协会颁发第十七届香港舞台剧奖终身成就奖。

## 外部連結
- 朱克在香港影庫上的簡介